# گولدن (ایلینوی)
گولدن (به انگلیسی: Golden) یک روستا در ایالات متحده آمریکا است که در ایلینوی قرار دارد. گولدن ۱٫۶۲ کیلومتر مربع مساحت و ۶۴۴ نفر جمعیت دارد.